# Dendrometría

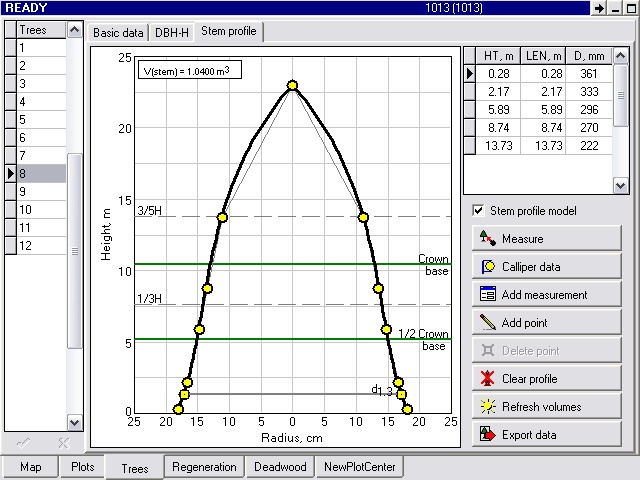
Perfil de un tronco: ejemplo de medidas dendrométricas realizadas por la tecnología Field-Map

La dendrometría trata de la medida de las dimensiones del árbol como “ente individual”, del estudio de su forma y de la determinación de su volumen. Los árboles tienen una amplia variedad de tamaños y formas y hábitos de crecimiento. Estos pueden crecer como troncos individuales, masas multifustales, monte bajo, colonias clonales, o complejos de árboles aún más exóticos. Hay dos parámetros básicos de medición habitual para caracterizar el tamaño del árbol: altura y diámetro a la altura del pecho. 

## Altura
La altura del árbol es la distancia vertical entre la base del árbol y el extremo más alto en la parte superior del árbol. Desde la base del árbol se mide en altura y el diámetro a la altura del pecho. Altura del árbol se puede medir de varias maneras con diferentes grados de precisión.

## Diámetro a la altura del pecho
Es el diámetro o medida perpendicularmente en centímetro del tronco con su corteza a la altura del pecho de 1,3 metros sobre el terreno. Esta medición es ampliamente utilizada en todo el mundo.En la Europa continental, Australia, Reino Unido, Canadá, entre otros se considera la altura del pecho definida como 1,30 m de altura desde el suelo. En Nueva Zelanda, India, Malasia, Sudáfrica y algunos otros países, la altura del pecho se considera como 1,40 m desde el suelo. En Estados Unidos se usa 4,5 pies (1,3716 m), y, en Japón, 1,25 m. Esta medición del diámetro se realiza comúnmente midiendo el perímetro del tronco envolviendo una cinta alrededor a la altura correcta, donde luego se calcula el diámetro correspondiente usando la fórmula de circunferencia de un círculo; C= Pi*D  =>  D= C/Pi . Existen herramientas como el Forcípula , el cual se parece a la herramienta Pie de Rey,  para medir el diámetros de forma directa.